# Amata sylhetica
Amata sylhetica là một loài bướm đêm thuộc phân họ Arctiinae, họ Erebidae.